# Listă de genuri muzicale de divertisment
Mai jos este o listă de genuri muzicale de divertisment (aparținând de muzica de divertisment). Sunt cuprinse muzici folclorice, dar și muzici moderne (sec. XIX–XXI) create de către cultura de masă.

### B
- Muzică beat
- Muzică blues
- Bluegrass

### C
- Muzică de cabaret
- Muzică calipso
- Cealgă
- Muzică concretă
- Muzică country

### D
- Muzică dance
- Muzică disco

### E
- Muzică electronică
- Muzică de estradă (music hall)
- Muzică experimentală

### F
- Fado
- Muzică de fanfară
- Muzică de film
- Flamenco
- Muzică folk
- Folclor muzical (muzică tradițională)
- Muzică funk

### G
- Gospel

### H
- Muzică hip-hop
- Muzică house

### I
- Muzică indie (independentă)

### J
- Jazz
- Muzică de jocuri video

### L
- Latino
- Muzică lăutărească
- Muzică lo-fi

### M
- Muzică de manele
- Muzică merengue
- Muzică metal

### N
- Muzică new age
- Muzică noise

### P
- Muzică pop
- Muzică post-rock
- Muzică populară
- Muzică punk

### R
- Rap
- Reggae
- Rhythm and blues
- Muzică rock
- Muzică rock'n roll

### S
- Muzică de scenă (de teatru)
- Muzică soul

### T
- Tango
- Muzică trip-hop

### U
- Muzică ușoară

### V
- Vals
- Vodevil